# ボーイング・ヘリコプターズ
ボーイング・ヘリコプターズ（Boeing Helicopters）は、かつて存在した会社でアメリカ合衆国の大手航空機メーカーであるボーイングの持株会社。ボーイングのヘリコプター部門であった。現在はボーイング防衛・宇宙・セキュリティ（BDS)のボーイング・ミリタリー・エアクラフト（BMA) ビジネスユニットの一部となっている。主にヘリコプターを開発や製造の対象としているが、他に鉄道車両の開発や製造も行っている。フィラデルフィアとペンシルベニア州のリドリー・タウンシップ、アリゾナ州のメサに工場を構える。

## 歴史
もともとは、アメリカのヘリコプターメーカーであったパイアセッキ・ヘリコプターが、現在のボーイング・ヘリコプターズの発端であり、創業者のフランク・パイアセッキが1956年に新たにパイアセッキ・エアクラフトを設立したのでパイアセッキヘリコプターは1956年にバートルに社名を変更して1960年のボーイングによるバートルの買収によって、バートルはボーイングのヘリコプター部門であるボーイング・バートル (Boeing Vertol)となった。しかしバートルは、後に完全にボーイングに吸収され、1987年にボーイング・ヘリコプターズに改称され、1997年にボーイングはマクドネル・ダグラスを買収し、ボーイングカンパニー・イン・フィラデルフィアに改名された。
2002年にボーイングIDSに統合され、ボーイング・ロータークラフト・イン・フィラデルフィア、ボーイング・ロータークラフト・システムズと改名された。旧バートル製品も、ボーイング・ロータークラフト・システムズが管理している。マクドネル・ダグラスのヘリコプター部門であったMDヘリコプターズの製造していたヘリコプターの管理も行っている。
なお、バートルの英語表記Vertolは、Vertical takeoff and landing からの造語である。

## 主な製品
回転翼機
- V-107（旧バートル製）
- CH-46 シーナイト（旧バートル製）
- CH-113 ラブラドル（旧バートル製）
- CH-47 チヌーク
- ボーイング・モデル234
- ボーイング・モデル360

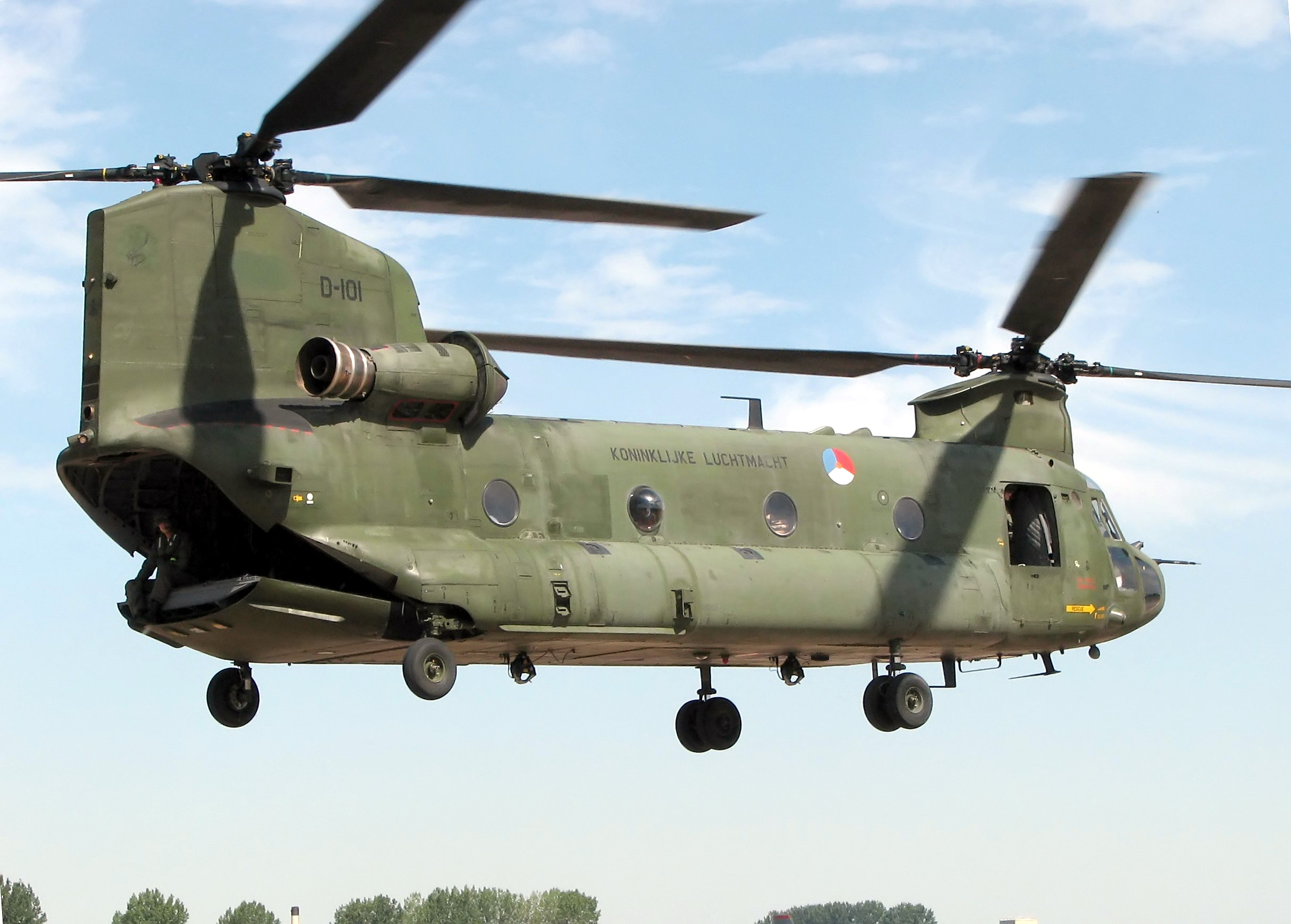
CH-47 チヌーク

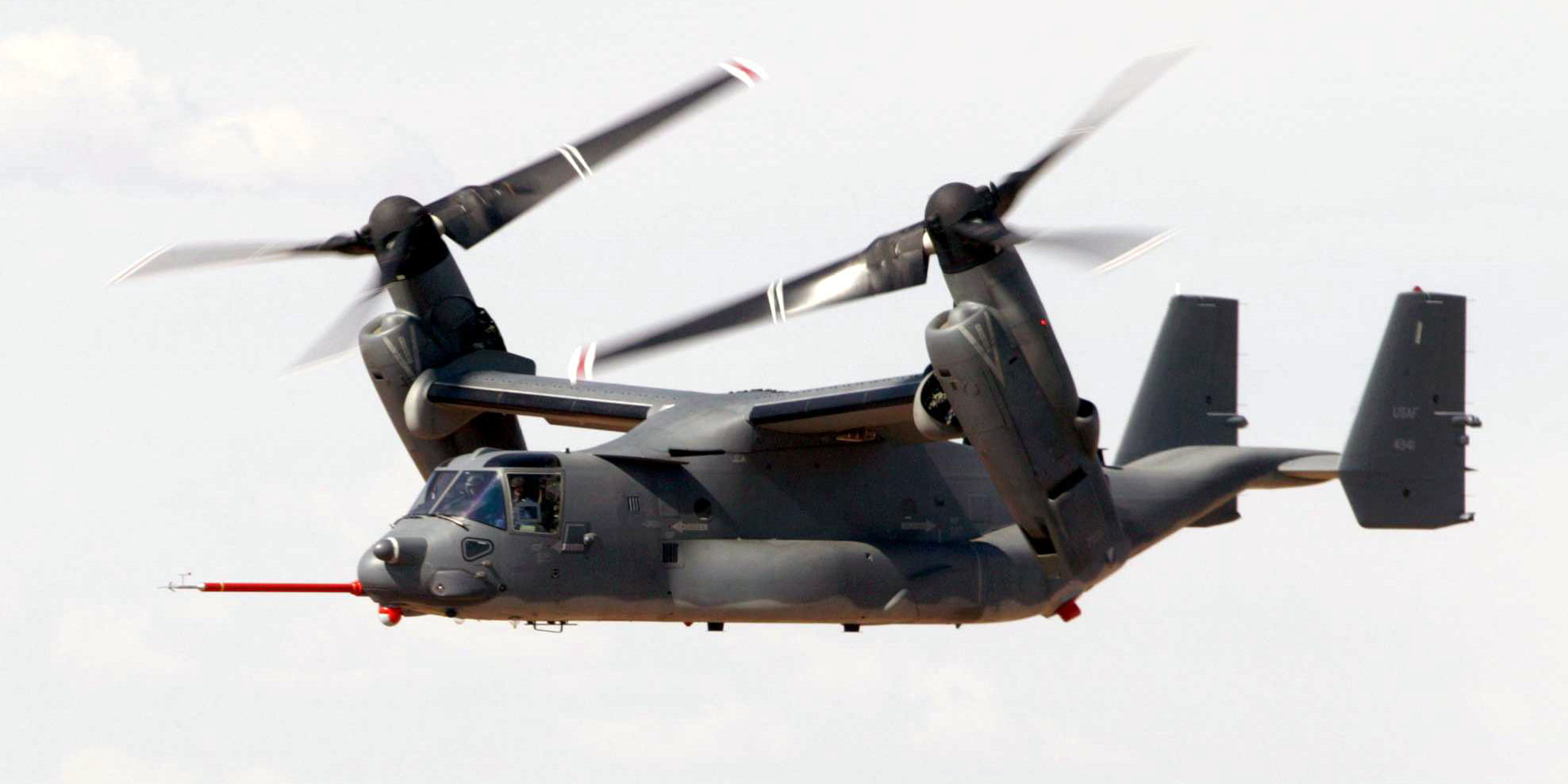
V-22 オスプレイ

- V-22 オスプレイ（ベル・エアクラフトとの共同開発）
- AH-64 アパッチ（旧ヒューズ製）
- YUH-61
- XCH-62
- RAH-66（シコルスキー・エアクラフトとの共同開発、開発中止）
- AH-6

鉄道車両
- アメリカ標準型路面電車（USSLRV、ボーイングLRVとも）（US Standard Light Rail Vehicle）
- シカゴ・L2400形電車